# Alafan
Alafan (indonez. Kecamatan Alafan) – kecamatan w kabupatenie Simeulue w okręgu specjalnym Aceh w Indonezji.
Kecamatan ten obejmuje północno-zachodni skraj wyspy Simeulue oraz mniejsze wyspy w jej sąsiedztwie, w tym: Pulau Lekon, Pulau Panjang i Pulau Tepi. Od wschodu graniczy z kecamatanami Salang i Simeulue Barat.
W 2010 roku kecamatan ten zamieszkiwało 4 479 osób, z których wszystkie stanowiły ludność wiejską. Mężczyzn było 2 302, a kobiet 2 177. Wszystkie osoby wyznawały islam.
Znajdują się tutaj miejscowości: Lafakha, Lamerem, Langi, Lewak, Lhok Dalam, Lhok Paoh, Lubuk Baik, Serafon.